# Santiago Montoya
Santiago Montoya Muñoz (Medellín, 15 de septiembre de 1991) es un exfutbolista colombiano. Juega de mediocampista.

## Vida privada
Su hermano Daniel Montoya también fue futbolista profesional aunque no tuvo mucha trasendencia jugó para el Once Caldas, Deportivo Pereira y Bajo Cauca.

## Trayectoria

### Inicios
Se inició futbolísticamente entre las inferiores del Envigado F. C. donde jugó poco y luego pasó al Atlético Nacional donde jugó seis años, consciente de sus habilidades y confiado de su talento, decidió emigrar al fútbol argentino para probarse en algún equipo de la capital argentina.

### All Boys
Santiago decide emigrar a la Argentina donde vivía junto a su hermana y a los pocos días de haber llegado fue contactado por Wilson Cano quien ya lo había conocido en Colombia y lo invita a probarse en All Boys junto a otros jugadores que él representaba. Al culminar las pruebas Santiago fue el único de los jugadores Colombianos que fue seleccionado por el club blanco y negro.[cita requerida]
Se termina de formar en la cantera de All Boys donde logró debutar profesionalmente el 6 de octubre de 2012 por la fecha 10 del Torneo Inicial 2012 frente a San Martín de San Juan ingresando en el segundo tiempo por Francisco Martínez.
Marcó su primer gol en la Copa Argentina 2012/13 frente a Brown de Adrogué por la Ronda previa de la Fase Final de la Copa Argentina 2012/13 donde destacó su fina pegada de tiro libre directo. El 3 de marzo del año 2013 marcó su primer gol en el torneo local por la fecha 4 ante Tigre.

### Vasco de Gama
En el mes de junio del año 2013 el Vasco da Gama compró al jugador colombiano por una suma de $ 1 500 000 según confirmó el club brasilero. Ese mismo año descendería con el club vasco, al año siguiente luego de una buena campaña consigue el ascenso.

### Vitoria Guimarães
El 12 de junio de 2015 el Vitória Guimarães confirmó por su página web la llegada del colombiano por un año de contrato. Debutaría el 30 de julio como titular en la tercera ronda de la UEFA Europa League donde su equipo ganaría el partido de ida 2-1 sobre Rheindorf Altach.

### Deportes Tolima
El 8 de julio es confirmado como nuevo jugador del Deportes Tolima para el Torneo Finalización 2016. Debutaría el 16 de julio en el empate a dos goles en su visita al Atlético Nacional. El 30 de julio su primer gol en la goleada 4 a 0 de visitantes contra el Boyacá Chicó. Completaría marcando en tres partidos seguidos en dos duelos frente a Millonarios en la victoria como visitantes 0-3 por Copa Colombia y en el 3 a 1 como locales en Liga.

El 20 de noviembre marca su primer doblete haciéndolos en los dos primeros minutos del partido, dándole la victoria a su club 2 a 0 sobre Jaguares de Córdoba. Se lesiona al final del año por lo que se pierdes las finales donde su equipó queda subcampeón frente a Independiente Santa Fe al perder por la mínima en el global.
Su primer gol del 2017 lo marca el 7 de febrero en la victoria por la mínima frente al América de Cali, el 24 de septiembre le da la victoria a la tribu pijao en el último minuto como visitantes en el Estadio Deportivo Cali 2 a 1 sobre el Deportivo Cali.

### Millonarios

##### 2018
El volante fue objetivo de interés por parte del club azul desde el año anterior, en enero de 2018 Millonarios Fútbol Club conseguiría el fichaje del joven volante. El club embajador compraría el 80% de su pase en 1.5 Millones de dólares, haciéndose el Deportes Tolima dueño de los derechos deportivos de Rafael Carrascal como parte de la negociación. Debuta el 31 de enero por la Superliga de Colombia entrando al minuto 71 por Harold Mosquera en el empate a cero goles frente a Atlético Nacional.
El 7 de febrero gana la Superliga de Colombia 2018 en la victoria 2 a 1 sobre Atlético Nacional, siendo titular en el encuentro. El 23 de marzo se lesiona los ligamentos en un partido ante Alianza Petrolera donde estaría 6 meses de baja en el club azul.

#### 2019
A inicio de año es campeón del Torneo FOX Sports de carácter amistoso. El 21 de abril de 2019 marca su primer gol con el embajador ante el América de Cali en el Estadio Olímpico Pascual Guerrero, donde al final empatarían aun gol como visitantes. El 25 de mayo marca un gol crucial en la victoria por la mínima ante el Deportivo Pasto en la cuarta fecha de los cuadrangulares semifinales para así asumir el liderato del grupo A.
Es considerado uno de los peores fichajes de la historia del equipo bogotano, debido a su alto coste y su irregular rendimiento.

### Deportivo Pereira
El 5 de enero de 2022 es confirmado como refuerzo del Deportivo Pereira.

## Selección nacional
Debuta en la selección mayor el 26 de enero de 2017 en un amistoso frente a Brasil jugando el segundo tiempo donde entraría por Macnelly Torres en el que caerían derrotados por la mínima.

## Clubes
| Club                 | País      | Año             |
| -------------------- | --------- | --------------- |
| All Boys             | Argentina | 2012 - 2013     |
| Vasco da Gama        | Brasil    | 2013 - 2015     |
| Vitória Guimarães    | Portugal  | 2015 - 2016     |
| Deportes Tolima      | Colombia  | 2016 - 2017     |
| Millonarios          | Colombia  | 2018 - 2020     |
| Atlético Bucaramanga | Colombia  | 2021            |
| Deportivo Pereira    | Colombia  | 2022            |
| Motagua              | Honduras  | 2023 - Presente |

## Estadísticas
| Club | Div           | Temporada     | Liga  | Liga  | Liga  | Estatales(1) | Estatales(1) | Estatales(1) | Copas nacionales(2) | Copas nacionales(2) | Copas nacionales(2) | Torneos internacionales(3) | Torneos internacionales(3) | Torneos internacionales(3) | Total | Total | Total | Media goleadora |
| Club | Div           | Temporada     | Part. | Goles | Asis. | Part.        | Goles        | Asis.        | Part.               | Goles               | Asis.               | Part.                      | Goles                      | Asis.                      | Part. | Goles | Asis. | Media goleadora |
| --- | ------------- | ------------- | ----- | ----- | ----- | ------------ | ------------ | ------------ | ------------------- | ------------------- | ------------------- | -------------------------- | -------------------------- | -------------------------- | ----- | ----- | ----- | --------------- |
| All Boys Argentina | 1.ª           | 2012-13       | 24    | 1     | 1     | -            | -            | -            | 2                   | 1                   | 0                   | -                          | -                          | -                          | 26    | 2     | 1     | 0,08            |
| All Boys Argentina | Total club    | Total club    | 24    | 1     | 1     | -            | -            | -            | 2                   | 1                   | 0                   | -                          | -                          | -                          | 26    | 2     | 1     | 0,08            |
| Vasco da Gama · Brasil | 1.ª           | 2013          | 7     | 0     | 0     | -            | -            | -            | 2                   | 0                   | 0                   | -                          | -                          | -                          | 9     | 0     | 0     | 0               |
| Vasco da Gama · Brasil | 2.ª           | 2014          | 16    | 1     | 1     | 10           | 2            | 0            | 7                   | 0                   | 0                   | -                          | -                          | -                          | 33    | 3     | 1     | 0,18            |
| Vasco da Gama · Brasil | 2.ª           | 2015          | 0     | 0     | 0     | 7            | 1            | 1            | 2                   | 0                   | 0                   | -                          | -                          | -                          | 9     | 1     | 1     | 0,11            |
| Vasco da Gama · Brasil | Total club    | Total club    | 23    | 1     | 1     | 17           | 3            | 1            | 11                  | 0                   | 0                   | 0                          | 0                          | 0                          | 51    | 4     | 2     | 0,07            |
| Vitória Guimarães Portugal | 1.ª           | 2015-16       | 7     | 0     | 0     | -            | -            | -            | 1                   | 0                   | 0                   | 1                          | 0                          | 0                          | 9     | 0     | 0     | 0,0             |
| Vitória Guimarães Portugal | Total club    | Total club    | 7     | 0     | 0     | 0            | 0            | 0            | 1                   | 0                   | 0                   | 1                          | 0                          | 0                          | 9     | 0     | 0     | 0,0             |
| Vitória Guimarães B Portugal | 2.ª           | 2015-16       | 11    | 3     | 0     | -            | -            | -            | 0                   | 0                   | 0                   | 0                          | 0                          | 0                          | 11    | 3     | 0     | 0,28            |
| Vitória Guimarães B Portugal | Total club    | Total club    | 11    | 3     | 0     | 0            | 0            | 0            | 0                   | 0                   | 0                   | 0                          | 0                          | 0                          | 11    | 3     | 0     | 0,28            |
| Deportes Tolima · Colombia | 1.ª           | 2016          | 15    | 4     | 1     | -            | -            | -            | 5                   | 1                   | 0                   | 2                          | 0                          | 0                          | 22    | 6     | 1     | 0,27            |
| Deportes Tolima · Colombia | 1.ª           | 2017          | 27    | 6     | 3     | -            | -            | -            | 0                   | 0                   | 0                   | 2                          | 0                          | 0                          | 29    | 6     | 3     | 0,20            |
| Deportes Tolima · Colombia | Total club    | Total club    | 42    | 8     | 4     | -            | -            | -            | 5                   | 1                   | 0                   | 4                          | 0                          | 0                          | 51    | 12    | 4     | 0,23            |
| Millonarios · Colombia | 1.ª           | 2018          | 9     | 0     | 0     | -            | -            | -            | 2                   | 0                   | 0                   | 2                          | 0                          | 0                          | 13    | 0     | 0     | 0,0             |
| Millonarios · Colombia | 1.ª           | 2019          | 19    | 2     | 2     | -            | -            | -            | 2                   | 0                   | 0                   | -                          | -                          | -                          | 21    | 2     | 2     | 0,10            |
| Millonarios · Colombia | 1.ª           | 2020          | 8     | 0     | 0     | -            | -            | -            | 1                   | 0                   | 0                   | -                          | -                          | -                          | 9     | 0     | 0     | 0,0             |
| Millonarios · Colombia | Total club    | Total club    | 36    | 2     | 2     | -            | -            | -            | 5                   | 0                   | 0                   | 2                          | 0                          | 0                          | 43    | 2     | 2     | 0,06            |
| Atlético Bucaramanga · Colombia | 1.ª           | 2021          | 30    | 0     | 2     | -            | -            | -            | 2                   | 0                   | -                   | -                          | -                          | -                          | 32    | 0     | 2     | 0               |
| Atlético Bucaramanga · Colombia | Total club    | Total club    | 30    | 0     | 2     | -            | -            | -            | 2                   | 0                   | -                   | -                          | -                          | -                          | 32    | 0     | 2     | 0               |
| Deportivo Pereira · Colombia | 1.ª           | 2022          | 13    | 1     | 1     | -            | -            | -            | 4                   | 0                   | -                   | -                          | -                          | -                          | 17    | 1     | 1     | 0,06            |
| Deportivo Pereira · Colombia | Total club    | Total club    | 13    | 1     | 1     | -            | -            | -            | 4                   | 0                   | -                   | -                          | -                          | -                          | 17    | 1     | 1     | 0,06            |
| Motagua Honduras | 1.ª           | 2022-23       | 4     | 0     | 0     | -            | -            | -            | -                   | -                   | -                   | 0                          | 0                          | 0                          | 4     | 0     | 0     | 0               |
| Motagua Honduras | Total club    | Total club    | 4     | 0     | 0     | -            | -            | -            | -                   | -                   | -                   | 0                          | 0                          | 0                          | 4     | 0     | 0     | 0               |
| Total carrera | Total carrera | Total carrera | 190   | 16    | 11    | 17           | 3            | 1            | 30                  | 2                   | 0                   | 7                          | 0                          | 0                          | 244   | 21    | 12    | 0,09            |
| (1) Incluye datos del Campeonato Carioca). (2) Incluye datos de la Copa Argentina, Copa de Brasil y Copa Colombia. (3) Incluye datos de la Copa Libertadores, Copa Sudamericana, Liga Europea de la UEFA y Liga de Campeones de la Concacaf. |               |               |       |       |       |              |              |              |                     |                     |                     |                            |                            |                            |       |       |       |                 |

## Palmarés

### Campeonatos nacionales
| Título                | Club              | País     | Año  |
| --------------------- | ----------------- | -------- | ---- |
| Campeonato Carioca    | Vasco da Gama     | Brasil   | 2015 |
| Superliga de Colombia | Millonarios       | Colombia | 2018 |
| Torneo Finalización   | Deportivo Pereira | Colombia | 2022 |